# 14F busz (Nyíregyháza)
A nyíregyházi 14F jelzésű autóbusz a 14-es busz fordított irányú, mely a Vasútállomás és Sóstóhegy, vasútállomás között közlekedik. A vonalat a Volánbusz üzemelteti.

## Útvonal
Sóstóhegy, vasútállomás felé:
Vasútállomás - Petőfi tér - Mező u. 5. - Rákóczi u. 50. - Búza tér - Vay Ádám krt. - Nyár u. - ÉMKK Zrt. - Jósavárosi piac - Jósaváros - Csaló köz - Leffler Sámuel u. - Fábián Z. u. - Korányi F. u. 195. - Vadász Csárda - Úttörő u. - Berenát u. - Idősek Otthona - Zsuzsanna u. - Nyírség u. - Sóstóhegy, vasútállomás
Vasútállomás felé:
Sóstóhegy, vasútállomás - Nyírség u. - Zsuzsanna u. - Idősek Otthona - Berenát u. - Úttörő u. - Vadász Csárda - Korányi F. u.  elágazás - Korányi F. u. 195. - Fábián Z. u. - Leffler Sámuel u. - Csaló köz - Jósaváros - Jósavárosi templom - Jósavárosi piac - ÉMKK Zrt. - Pazonyi tér - Vay Ádám krt. - Búza tér - Mező u. - Konzervgyár - Petőfi tér - Vasútállomás